# Lee Williamson
Lee Trevor Williamson, né le 7 juin 1982 à Derby, est un footballeur anglais qui évolue au poste de milieu de terrain.

## Biographie
Le 25 juillet 2016, il rejoint Burton Albion.